# Canacope Puebla
CANACOPE Puebla (Cámara de Comercio, Servicios y Turismo en Pequeño de Puebla o CANACOPE SERVYTUR) es una ONG que desarrolla su labor como Cámara de Comercio. 
Se encuentra ubicada en la Ciudad de Puebla de Zaragoza, legalmente constituida y autorizada por la Secretaría de Economía (México) para realizar operaciones en el Estado de Puebla; encargada de la representación, asesoramiento de las Micro y Pequeñas Empresas y la realización del Registro al SIEM.

## Historia
Fundada el 11 de enero de 1939 como la Cámara Nacional de Comercio e Industria en Pequeño de Puebla. Nace de la iniciativa de varios propietarios para la defensa de las Micro, la Pequeña y mediana empresa (PYMES) y comercios; según dicta la Secretaría de Economía en la Estratificación de dichas empresas; a fin de cumplir con las demandas de los comerciantes que buscaban tener una Cámara que les ayudara como respaldo y representación para así poder solucionar de forma más rápida y eficaz sus problemas diarios.

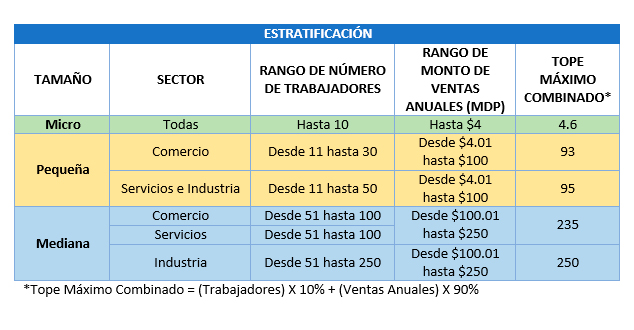
Tabla de la Estratificación de las Micro, Pequeñas y Medianas Empresas, según lo publicado por el Diario Oficial de la Federación el 25 de junio de 2009

Por disposición de la Secretaría de Comercio y Fomento Industrial, cambia su denominación a Cámara Nacional de Comercio en Pequeño de Puebla y se constituye como una Institución Pública Autónoma y con personalidad jurídica con el nombre de “Cámara Nacional de Comercio, Servicios y Turismo en Pequeño de Puebla” y el 20 de diciembre de 1996 queda como: Cámara de Comercio, Servicios y Turismo en Pequeño de Puebla, o también conocida como CANACOPE PUEBLA.
Al ser una Cámara de Comercio legalmente constituida, la Canacope Puebla es un Organismo Empresarial afiliado a la Confederación de Cámaras Nacionales de Comercio, Servicios y Turismo (CONCANACO) y al Consejo Coordinador Empresarial Puebla (CCE Puebla), manteniendo de esta forma una Sinergia Empresarial pujante, lo que ayuda a lograr una fuerte y sólida representación a nivel Nacional, Estatal y Municipal, que se refleja en los negocios y las empresas de los afiliados a dicha Cámara, como unidades de Comercio, Servicios y Turismo sólidas y competitivas.

## Área de trabajo
CANACOPE Puebla, es una Cámara de Comercio especializada en la representación, asesoramiento, apertura y regulación de Micro y Pequeñas Empresas y Negocios de Emprendedores ofreciendo los siguientes servicios:

### Gestión empresarial
Como parte de sus servicios a la comunidad empresarial, ofrece la realización del Alineamiento y Número Oficial, Uso de Suelo, Licencia de Funcionamiento, Constancia de Medidas Preventivas contra Incendios, Trámites ante Secretaría de Salud (México), Gestión ante autoridades administrativas de diversos niveles (Municipal, Estatal y Federal, entre otras gestiones.

### Capacitación, actualización y cursos
Preocupada por el alto índice de mortandad de los negocios entre los Emprendedores, las Micro y Pequeñas Empresas; la CANACOPE Puebla ofrece diversos Cursos y Talleres de Actualización en diversos temas como son: Plan de negocio, Régimen de Incorporación Fiscal, Marketing Digital y Manejo de Redes Sociales, Liderazgo, Atención al Cliente, ABC de Créditos para PYMES, entre otros temas. Algunos de los cursos son impartidos por Nacional Financiera (México). 

### Bolsa de Trabajo
Certificados ante la Secretaría del Trabajo y Previsión Social (México) como Bolsa de Trabajo Sin Fines de Lucro con el Número: STPS-ACT-CCS21-
00027 CANACOPE Puebla ofrece vacantes de trabajo, realizando pruebas psicométricas y estudios socioeconómicos de las personas que se postulan a cubrir un puesto de trabajo. De igual forma abre espacio a las empresas que necesitan cubrir ciertos puestos laborales.

## SIEM
Dentro sus áreas de trabajo, la CANACOPE realiza entre los negocios el Registo SIEM (Sistema de Información Empresarial Mexicano), autorizados por la Secretaría de Economía (México) mediante oficio n.º 316.2014.0005458 de fecha 20 de enero del año 2014. Registro que manda sólo a través de algunas Cámaras Empresariales en México. 

El SIEM, de acuerdo a la Ley de Cámaras Empresariales y sus Confederaciones, es un instrumento del Estado Mexicano con el propósito de captar, integrar, procesar y suministrar información oportuna y confiable sobre las características y ubicación de los establecimientos de comercio, servicios, turismo e industria en el País que permita un mejor desempeño y promoción de las actividades empresariales. La inscripción y registro para el SIEM, será obligatorio para las empresas.

Ahora bien, es importante mencionar que la obligatoriedad en la inscripción al SIEM se encuentra prevista en el Diario Oficial de la Federación de fecha 20 de enero de 2005 el cual establece:
“Todos los Comerciantes e Industriales, sin excepción y obligatoriamente, deberán de registrar y actualizar anualmente cada uno de sus establecimientos en el SIEM”.
La Secretaría de Economía (México) prevé: se sancionará con multa de 200 a 600 salarios mínimos a aquellos comerciantes o industriales que incurran en las conductas siguientes: 
I.- No cumplan con su obligación de registrarse oportunamente en el SIEM, no registren a todos sus establecimientos o proporcionen información incorrecta o incompleta en su registro. 
II.- No cumplan con su obligación de informar a la Cámara correspondiente para efectos de su registro en el SIEM, cuando cesen parcialmente en sus actividades o cambie su giro o domicilio. En caso de reincidencia se podrá imponer multa hasta por el doble de la sanción anterior.

## Buen Fin
Como parte del trabajo de la Iniciativa Privada a tavés de la labor realizada por la Asociación de Bancos de México, la ANTAD, El Consejo Coordinador Empresarial, Iniciativa México, CONCANACO y Secretaría de Economía, se ha realizado el programa de reacitivación económica "El Buen Fin".
"El Buen Fin Busca reactivar la economía fomentando el consumo (responsable); pero sobre todo, mejorar la calidad de vida de todas las familias mexicanas" mediante el impulso de la Microeconomía.
"Le llamamos el Buen Fin, no sólo por ser un fin de semana de descuentos espectaculares, sino también porque al hacerlo perseguimos un buen fin: queremos usar el poder del consumo para reactivar nuestra economía al mismo tiempo que tú, como consumidor te beneficias comprando todo lo que siempre estás postergando con los mejores precios del año".
CANACOPE Puebla, como representante del Empresariado Poblano y como Socio Activo de CONCANACO y el CCE; ha participado puntualmente, desde su primera emisión, mediante la inscripción de los comercios al programa, la promoción del mismo en los medios de comunicación, supervisión de los descuentos y promociones ofertados por parte de los negocios y la difusión de los comercios participantes.

## Convenios firmados
A lo largo de los años CANACOPE Puebla ha buscado crear lazos y vínculos de trabajo, esto con motivos de mejorar sus servicios prestados y poder dar mejores resultados en favor de los Emprendedores, Micro y Pequeños Negocios. Hasta el día de hoy ha realizado firmas de convenio con las siguientes Instituciones:
- SGG[13] Puebla firma del "Pacto Estatal Cero Tolerancia En La Venta De Alcohol A Menores"
- SSPTM[14] Puebla (Secretaría de Seguridad Pública y Tránsito Municipal de Puebla)
- UPHM[15] (Universidad Politécnica Hispano Mexicana)
- CCC[16] (Consejo Ciudadano a la Contraloría)
- Consejo Ciudadano de Seguridad y Justicia de Puebla[17]
- Financiera Alcance[18]
- CAOS México[19]
- Procuraduría de la Defensa del Contribuyente PRODECON Delegación Puebla[20]